# BPG Vereniging landelijk Brabant
BPG Vereniging landelijk Brabant is de  belangenvereniging van particuliere landgoed- en andere grondeigenaren in het landelijke gebied van de provincie Noord-Brabant. De vereniging is opgericht in  1995 en vertegenwoordigt particuliere eigenaren met in totaal 17.000 ha grond (2019). Deze landbouwgronden, bossen en  natuurterreinen zijn deels toegankelijk voor het publiek.
BPG is lid van de Nederlandse  Federatie van Particulier Grondbezit (FPG), die weer lid  is van de European Landowners Organization (ELO). BPG behartigt de belangen in Noord-Brabant op provinciaal en gemeentelijk niveau. FPG behartigt op landelijk niveau de gezamenlijke belangen van ruim 180.000 hectare van particuliere eigenaren.

## Geschiedenis
Begin jaren ’90 ontstond de behoefte om in Noord-Brabant meer gezamenlijk de belangen van de grondeigenaren integraal te gaan behartigen en te komen tot één brede Brabantse vereniging van particulieren. 
Vóór 1995 waren vele Brabantse eigenaren van landelijke eigendom al actief als lid van de:
- Nederlandse Vereniging voor de Landelijke Eigendom (NVLE); of
- Nederlandse Vereniging van Landgoedeigenaren in de afdelingen ‘Zeeland/West Brabant’ resp. ‘Oost-Brabant/Limburg’; of de
- Oostelijke en westelijke afdelingen van de Nederlandse Vereniging van Boseigenaren (NVBE).

In 1995 zijn deze verenigingen deels opgegaan in de nieuw opgerichte vereniging Brabants Particulier Grondbezit (BPG). Vervolgens sloten Brabantse eigenaren van agrarische gronden en  natuurcampings zich ook aan bij BPG. Om het werkterrein van BPG duidelijker te maken hanteert zij de toevoeging: BPG Vereniging landelijk Brabant.

## Activiteiten
BPG versterkt en ontzorgt de particuliere grondeigenaar en het bevordert het duurzaam gebruik van het landelijke gebied in Noord-Brabant, waar wonen, werken en leven samengaan. De doelgroep bestaat vooral uit eigenaren van nieuwe of oude landgoederen en verpachters van gronden.
Noord-Brabant kent een grote verscheidenheid aan particulier eigendom. Dat bestaat uit nieuwe landgoederen, landbouwgronden, bossen, natuurgebieden, wijngaarden, maar ook historische  buitenplaatsen, buitenhuizen, voormalige kastelen en  kloosters met bijbehorende landgoederen. De landgoederenzones vormen de parels in het Brabantse  bekenlandschap.
Brabantse landgoederen zijn ook verscheiden in vorm. Er zijn grote en kleine landgoederen, natuurlijke personen en rechtspersonen (zoals stichtingen en BV’s), particulier of semi-particulier, terreinbeherende organisaties (TBO’s), ANBI-stichtingen) en Natuurschoonwet(NSW)-landgoedeigenaren.

## Samenwerkingsverbanden
BPG is o.a. partner van Brabants manifest 'Mozaïek in ontwikkeling' (2019), Samen Sterk in Brabant (SSiB), Natuurnetwerk Brabant (NNB), de certificeringsorganisatie Stichting ZeeBra, via FPG van Vereniging van Bos- en Natuurterreineigenaren (VBNE), Van Gogh Nationaal Park en de Vrienden van Brabantse landgoederen.